# 维萨拉陨石坑
维萨拉陨石坑（Väisälä）是位于月球正面风暴洋阿里斯塔克斯高原上的一座小撞击坑，其名称取自芬兰天文学家、光学家暨测量学家于尔约·韦伊塞莱（1891年-1971年），1973年该名称被国际天文学联合会正式接受。

## 描述

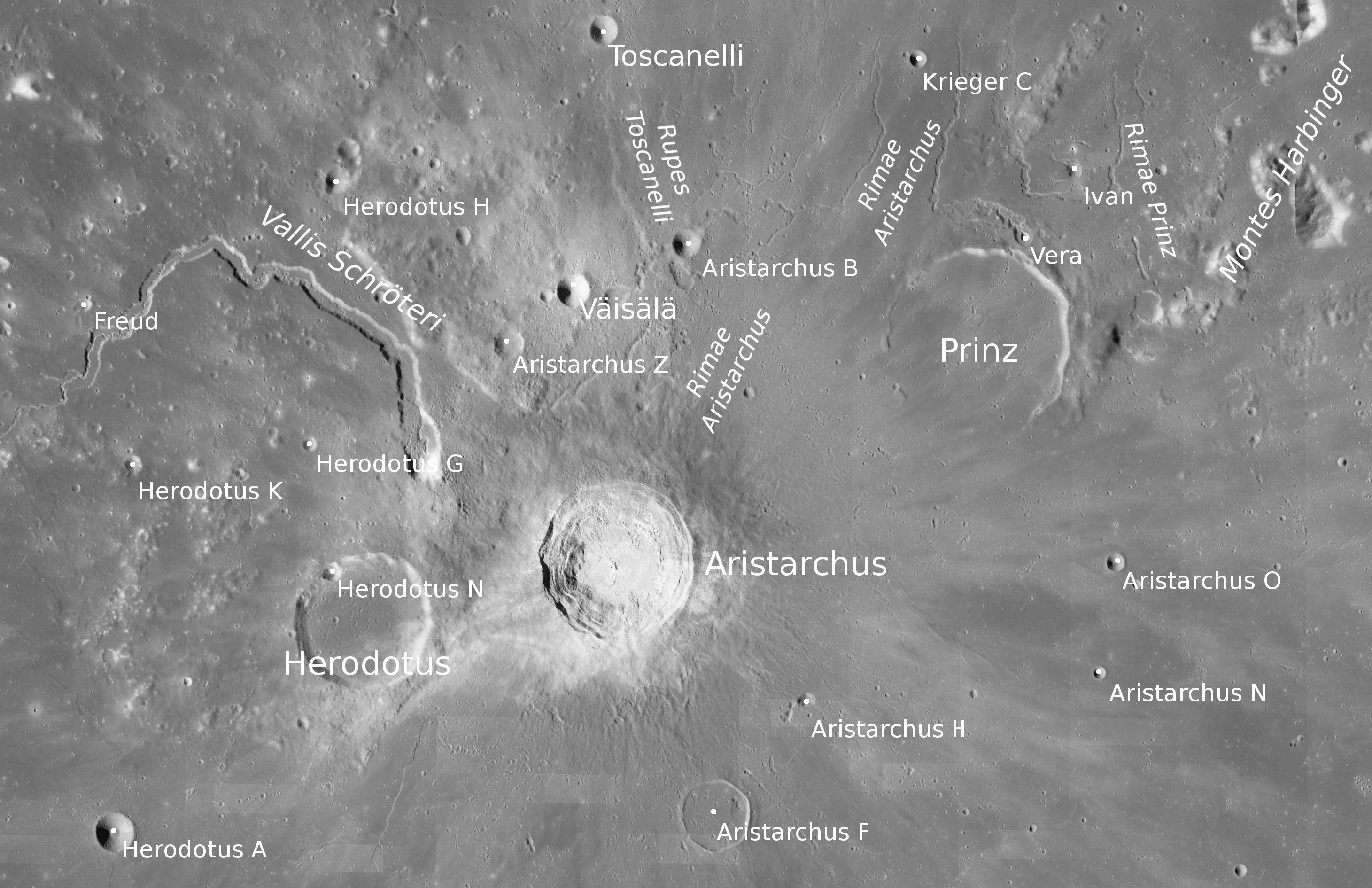
维萨拉陨石坑的周边，月球勘测轨道飞行器拍摄。

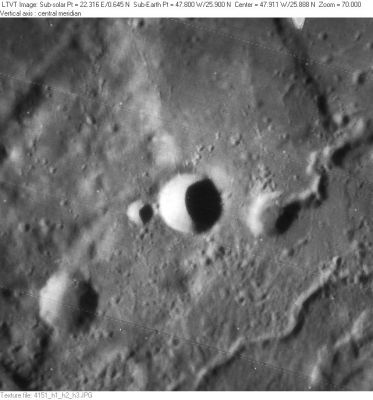
月球轨道器4号拍摄的维萨拉陨石坑

该陨坑坐落在阿里斯塔克斯高原中部，西侧和西北毗邻弗洛伊德陨石坑及阿罗哈陨石坑、北面坐落了略小的托斯卡内利陨石坑，范比斯布莱特陨石坑和克里格陨石坑位于它的东北、东面则是已损毁的普林茨陨石坑，而它的南面和西南则横亘了醒目的阿里斯塔克斯陨石坑和希罗多德陨石坑。维萨拉陨石坑的周边还布满了其它有趣的结构：西面是蜿蜒的施勒特尔月谷、西北坐落了希罗多德山和阿格里科拉山脉、沿它的西北偏北、东北和南面环绕着阿里斯塔克斯月溪，北面则延伸着托斯卡内利断崖，而它的东面分布有普林茨月溪和哈宾杰山脉。该陨坑中心月面坐标为25°54′N 47°54′W / 25.9°N 47.9°W，直径8.12公里，深约1.36公里。
维萨拉陨石坑外观呈圆杯状，反照率明显高于周边地形，显示出典型的年轻撞击坑特征，它的坑壁平均高出周边地形300米，坑内容积约21.4立方千米。其形态特征隶属于ALC 型（以该类陨石坑的典型代表—卫星坑阿尔巴塔尼环形山 C所命名），并已被月球和行星观测协会（ALPO）列入《带有明亮射纹系统的撞击坑列表》。
在1973年被国际天文学联合会正式命名前，该陨坑曾被称作卫星坑阿里斯塔克斯 A（所谓的卫星坑标记法：以所靠近的主坑名+字母来命名）。

## 另请参阅
- 小行星1573 维萨拉
- 小行星2804 尔约